# Grand Prix Wietnamu Formuły 1
Grand Prix Wietnamu (wiet. Giải đua Việt Nam) – eliminacja Mistrzostw Świata Formuły 1, której organizacja planowana jest od sezonu 2020. Runda miała odbyć się na torze ulicznym Hanoi Street Circuit w Hanoi.

## Historia
Pierwsze plany dotyczące wyścigu Formuły 1 w Wietnamie pojawiły się, kiedy Formuła 1 kierowana była przez Berniego Ecclestone'a, który ostatecznie porzucił ten pomysł, ponieważ w Azji organizowanych było wystarczająco dużo wyścigów (od tego czasu, z kalendarza wypadł wyścig o Grand Prix Malezji).
Pomysł organizacji powrócił po tym, kiedy Liberty Media przejęło prawa do serii od CVC Capital Partners w styczniu 2017. W listopadzie 2018 ogłoszono to, że Grand Prix Wietnamu dołączy do kalendarza Formuły 1, stając się pierwszym wyścigiem dodanym przez obecne władze Formuły 1. Pierwszy wyścig, w ramach wieloletniego kontraktu pierwotnie miał odbyć się 5 kwietnia 2020. Ze względu na pandemię COVID-19 eliminacja została odwołana, a pierwsze Grand Prix miało odbyć się w sezonie 2021, jednak ze względów politycznych runda wypadła z kalendarza.